# US Hostert
El US Hostert es un equipo de fútbol de Luxemburgo que milita en la división Nacional de Luxemburgo, la primera categoría de fútbol del país.

## Historia
Fue fundado en el año 1946 en la ciudad de Hostert, en el centro de Luxemburgo y su primer logro importante fue el ascenso a la Division Nationale por primera vez en la temporada 2010/11 luego de vencer en la ronda de play-off al FC Wiltz 71 6-4 en penales, aunque solamente duraron una temporada en la máxima categoría.
Cuenta con secciones de fútbol en diversas categorías de fútbol en Luxemburgo según edad, y también tienen relación con el AC Milan, equipo que a veces realiza su pretemporada en las instalaciones del club, así como el entrenamiento de sus equipos menores.

## Jugadores

### Jugadores destacados
- Mathias Jänisch